# 丹麥的戈爾姆王子
戈尔姆·克里斯蒂安·弗雷德里克·汉斯·哈拉尔（丹麥語：Prins Gorm Christian Frederik Hans Harald til Danemark til Ísland；1919年2月24日（積格斯堡）—1991年12月26日（哥本哈根）），是丹麦格吕克斯堡王朝国王弗雷德里克八世之三子哈拉尔王子之子，丹麥皇家海軍军官。他终生未婚，没有子女。